# كأس الكؤوس الإفريقية 1995
كأس الكؤوس الأفريقية 1995 هو الموسم 21 من كأس الكؤوس الأفريقية. أشرف على تنظيمه الاتحاد الأفريقي لكرة القدم، وكان عدد الأندية المشاركة فيه 28، وفاز فيه شبيبة القبائل.